# Badeand
En badeand eller gummiand er et stykke legetøj, som ligner en ælling, fremstillet af gummi eller gummilignende materialer. Normalt er badeanden lavet så den kan flyde og er beregnet til at lege med i badekaret. 
Mens den klassiske badeand er gul med rødt næb og er lavet til at være et stykke børnelegetøj, kommer den nu i mange udførelser og farver og er blevet et populært samlerobjekt blandt entusiaster. 
Badeand-racerlege er til tide blevet arrangeret af større organisationer: Bidragsydere «køber» badeænder, som så bliver sluppet ud i en flod i hundredtusindvis. Denne praksis har aftaget noget, eftersom miljøforkæmpere har påpeget de negative konsekvenser denne forurening af vandvejene indebærer.
I 1992 faldt en container som indeholdt 29.000 badeænder overbord fra et fragtskib i Stillehavet. Vind og havstrømme førte tusindvis af badeænder til strandene i Alaska og nogen hundrede fortsatte gennem Beringstrædet, hvor de indefrøs i de arktiske ismasser. Badeænder fra dette parti er mange år senere blevet fundet på strande langs USA's atlanterhavskyst fra Maine til Massachusetts og giver dermed ny og værdifuld viden om havstrømmene.